# A30高速公路 (義大利)
A30高速公路（義大利語：Autostrada A31），是義大利一條高速公路，由卡塞塔至薩萊諾，全長55.3公里。
1976年通車，原是用以舒緩A3高速公路那不勒斯至薩萊諾段擠塞的情形。